# Йоганн Рейнгольд Форстер
Йоганн Рейнгольд Форстер (нім. Johann Reinhold Forster, 22 жовтня 1729 — 9 грудня 1798) — німецький орнітолог, ботанік, зоолог та мандрівник англійського походження.
Батько Георга Форстера.

## Біографія
Бувши пастором поблизу Данцига, вивчив математику, філософію, етнографію, географію та стародавні мови.
У 1756 році за дорученням російського уряду вирушив на Волгу з метою вивчити побут тамтешніх колоністів; згодом прибув у Санкт-Петербург, де йому було доручено імператрицею Катериною II разом з іншими вченими розробити звід законів для колоністів.
У 1766 переселився у Англію та як натураліст супроводжував Кука у його другому навколосвітньому плаванні.
Не отримавши жодної винагороди від уряду, Форстер впав у крайню бідність і був ув'язнений за несплату боргів.
У 1780 був призначений професором у Галле.
Форстер першим запропонував розглядати Австралію як самостійну частину світу та назвати протоку, що розділяє Старий Світ від Нового, Беринговою протокою.

## Публікації
- англ. A catalogue of the animals of North America etc. (Лондон, 1771)
- лат. Descriptiones animalium in itinere ad maris australis terras per annos 1772—1774 suscepto observatorum (Берлін, 1844)
- англ. Observations made during a voyage round the world etc. (Лондон, 1778)
- лат. Liber singularis de bysso antiquorum etc. (Лондон, 1776)
- нім. Geschichte der Schiftfahrt und Entdeckungen des Nordens (Франкфурт-на-Одері, 1780)
- лат. Zoologia indica (Галле, 1781)
- лат. Zoologiae indicae rarioris spicilegium (Лондон, 1790)